# Chrysopogon proximus
Chrysopogon proximus är en tvåvingeart som beskrevs av Clements 1985. Chrysopogon proximus ingår i släktet Chrysopogon och familjen rovflugor. Inga underarter finns listade i Catalogue of Life.